# Labeobarbus platydorsus
Labeobarbus platydorsus es una especie de peces de la familia Cyprinidae, orden Cypriniformes.
Son peces dulceacuícolas del lago Tana (Etiopía) que pueden llegar alcanzar los 63,5 cm de longitud total.